# ななみまっしぐら
『ななみまっしぐら』は、みやさかたかしによる4コマ漫画作品。『まんがタイムジャンボ』（芳文社）にて、2001年9月号から2008年3月号まで連載された。『まんがタイムポップ』（同）でも2002年12月号から2003年11月号まで、『まんがタイムスペシャル』（同）でも2004年2月号から2006年10月号まで掲載された。

## 作品概要
パチンコ店“SEVENTH SEA”の店長「ななみ」は、どう見ても小学生な女の子。でも運転免許も持っている立派な大人。
今日も店長として、サービスまっしぐら。お客様のドル箱も運びます!!　が、ついコケて、フロアに玉をぶちまけるのもご愛嬌。
そんな見かけお子さまなお元気店長と、美少女が揃った店員、そして個性的な客たちが繰り広げる、楽しくも人間味あふれるパチンコ店の風景を、楽しく描く作品。

## 主な登場人物
朝倉 菜々美（あさくら ななみ）
通称｢店長、ななみちゃん｣。本作品の主人公。パチンコ店“SEVENTH SEA”の店長。
青いロングヘアを、両端に銀色の鈴がついた細長いリボンでまとめてポニーテールにしている。瞳は碧色。もちろん、胸は大平原。
7月3日生まれ。このため「ななみ」と名づけられた。
年齢不詳。外見はどう見ても小学生にしか見えないが、普通自動車の運転免許を持っているので、少なくとも18歳以上。身長132cm、体重はヒミツだが、のりさんが持ち上げてみたところ、パチンコ玉約6,000発分（1発あたり約5.75gとして、約34.5kg）らしい。
酒には弱い。アルコール度数0.5％未満の清涼飲料水でも酔ってしまうほど。
とにかく元気で、店内でも「まっしぐら」なサービスに努める。滑って転び、客のドル箱を落としてぶちまけることもしばしばで、スライディングした距離を「ただいまの店長の記録、○メートル」と店内放送されるほど。一度勢いがつき過ぎて店内の２階部分から転落してしまったこともある(尾田さんがクッションになったため本人は無傷)。
「感謝の気持ちは大切」がモットーで、商店街の福引きなどでも一等賞の温泉旅行を提供したりする。
常連客にもファンが多く「店長を愛でる派」なるファンクラブが結成されている。彼らからよく景品を貰うのか、自分の好きな景品を飾る専用棚も作り、そこの中から貰う様にしている。
「まっしぐら」のため、身体は常に青あざだらけ（ななみ本人は「一生懸命（まっしぐら）の証である勲章」と言っている）。お尻にも青あざがあるが、「まっしぐら」によるものなのか、蒙古斑なのかは謎。
車が必要になると、実家から借りる。主に使用する車種は、ランチャ・ストラトス（2人乗り）もしくは三菱・ランサーエボリューションVII（5人乗り）。いずれも、WRCラリーで何度も優勝しているスポーツカーである。
車を運転すると正面から顔が見えないため「無人自動車」と間違われる。そのため、ナビゲータが必須。しかし、そのドライビング・テクニックは恐ろしいものがあり、同乗した者は「二度と乗りたくない」と言う（ただし盲目的ななみファンの尾田さんと、前が見えない桃香は除く）。
竹林医院で虫垂炎の手術を受けたことがある。
雨の日が苦手。ななみの体調が悪くなると、雨が降る前兆である。ただし、雷が鳴ると突然元気になる。また、冬場に天気が悪くなるはずなのにななみが元気な時は、大雪の前兆である。
「ゆく年くる年」は、毎年必ず録画している。
正月、頭の鈴を鳴らして拝ませてもらうと、大当たりが出るらしい。
フロアに落ちた玉を拾うためのマグネットハンドが長くて扱いづらいので、専用のマグネットハンドを作ってもらった。外見は猫の手を模したもの（デザインは尾田さん）で、本来の玉拾いよりも、肉球の感触（ふにふに感）と内蔵の磁石が強力な癒し効果を持ち、のりさんの肩こり対策などによく使われている。ただし鋭い爪も内蔵されていて、護身用にもなる。
野望は「パチンコ台になること」。
実家は富豪らしい。また7人姉妹で、ななみは末っ子の7番目。後述の「四葉」以外にも「三葉」「五月」という姉がいる。
紅葉（もみじ）
“SEVENTH SEA”のホール担当、兼「釘師」。アルバイトではなく、正社員。しっかり者で、ななみの保護者的立場。
濃い栗色のショートヘア。瞳も栗色。明るい性格。ただし、胸は控えめ。身長161cm。23歳。6月生まれ、血液型はB型。
店長の「まっしぐら」の後始末（フロアにぶちまけられた玉を拾う）も日課の一つ。
極度の近視。ふだんはハードコンタクトレンズを使っている。
十分に可愛いのだが、胸のサイズのせいか、ななみとマリィが個性的過ぎるのか、ふたりに比べると客の人気はイマイチで、まだ明確なファンクラブ的なものもない。あまりおおっぴらに活動しない、いわゆる「隠れファン」が多い。
運動神経はよく、居合い抜きの名人。水泳やスキーも得意。
くじ運もよく、商店街の福引きではほぼ必ず上位の賞を当てる。
ななみには「もみちゃん」と呼ばれている。ななみと出かけると、しばしば母親と間違われてしまう。
初恋は「赤い仮面の人」だった。特撮ヒーローは基本的に好きらしい。
パチンコをプレイすることも好きで、休日は面の割れていない遠くの店まで行ってプレイする。最高記録は38箱。
駅北口のライバル店には、新規開店時に偵察に行き、いきなりドル箱の山を築いた（5千円で20箱）。それ以来、ライバル店の店長には警戒されている（同店は後に系列の8号店となり、紅葉が打つのは禁止となる）。
もとは、ななみの実家で働いていた。壺根メイド長に厳しく教えられたため、今も壺根メイド長が苦手。
パチンコ好きが高じて今の“SEVENTH SEA”に異動となった経緯がある。
実家の自室に、大卒の時から雛人形を飾りっぱなしだったらしい。
高原 マリィ（たかはら マリィ）
“SEVENTH SEA”の軽食コーナー担当アルバイト。少し天然系。
金髪のロングヘア。特にまとめてはいない。瞳は青。バストサイズ111cm超の巨乳であり、肩が凝るのが悩み（しかもまだ成長中）。身長173cm、体重は不明だが、ななみの約2倍らしいので、およそ70kg程度と推測される。芳文大学の学生。20歳。5月生まれ。
出身はニューヨークだが、2歳から日本在住。従って、英語は苦手。
お菓子作りは得意だが、普通の料理は苦手。軽食コーナーで出せる程度のものしか作れないため、よくのりさんに料理担当を押し付けている(プレゼントとしてエプロンを渡す程)。ただし、たこ焼きは得意。
店内でプレイ中の客からのオーダーは、台まで出前する。出前の時は、インラインスケートを使用する。車も持っていて運転もできるが、腕は並位の模様（のりさんの車にぶつけたこともある）。
出前をした時などにチップとしてもらった玉を、軽食コーナー内に置いた浮き球に貯めていたが、転んだななみを助けようとして誤って蹴り転がし、結果としてななみを轢いてしまい、お客さまにケガをさせかねないと判断されたので、転がらないように浮き球から大型の賽銭箱に変えられた。
胸のサイズのせいか、店では人気ナンバーワン。常連客による「マリィを想う会」「マリィ親衛隊」というファンクラブが存在する。
住んでいるアパートの屋根が台風で飛び、修理の間の約1か月間、ななみの家に居候したことがある。
母方の実家は神社で、帰ると巫女姿で手伝いをする。正月などは、髪を黒く染めることがある（2007年の正月は金髪のままだった）。
実家には、妹のさんごがいる（親どうしが再婚のため、血縁はない）。
天然ゆえに本人にとっては無害な行動で実害を出すことがあり、よく尾田が被害にあっている。
特定の誰かと付き合っているわけでもなく、恋愛についてもまったく話がでない（のりさんは信頼はしているが、恋愛対象とは見ていない模様）。
あかね
“SEVENTH SEA”のモニタールーム担当。コンピュータ類の扱いに長けている。
緑色のセミロングヘア。後ろで、先端近くを少しだけしばっている。ふだんは前髪を下ろし、目を隠している。胸は紅葉よりも薄い。身長149cm。
非常に寡黙。しかも対人恐怖症、視線恐怖症でもある。
晴れ着を着た時など、まれに前髪を上げて、目を見せることがある。その時の印象は別人で、店の常連客にも「新人か?」と言われるほど。
客の前に姿を出す機会がほとんどないこともあり、ファンクラブ的なものはない。
モニターで、常連客の様子をこっそり眺めるのが楽しみらしい。最初、のりさんに興味を持っていた様だが、より動きの面白い尾田さんに興味を移し、以後は店内の監視カメラ等で暇さえあれば彼の動きを監視している。
SEVENTH SEAの大改装後、新システムのスタッフ呼び出し中画面にデフォルメ2頭身キャラとして登場。尾田さんに「かわいい」と言われたのを聞き、真っ赤になった。
上杉 つかさ（うえすぎ つかさ）
“SEVENTH SEA”のホール担当アルバイト。男性である。身長160cm。
ほっそりした美形で、最初は女性用の制服を着ていたため、ほぼ全員から男性と思われていない。
男性と知っているのは、ななみ・紅葉・マリィ・店長主任・のりさんくらいである。
女装趣味はないが、自分に似合うなら男性用とか女性用とかを気にしないタイプなのだが、何故かメイド服を乗り気で着ていた。
バレンタインには、以前に教育実習で行った女子校の生徒が「出待ち」するほど。
常連客による隠れファンクラブ「第四帝国」が存在した。
高校は男子高で、応援団に所属していた。
つかさの高卒時に入学した後輩が卒業報告の挨拶に来たところを見ると、年齢は21歳と思われる。
2006年4月頃の話で大学卒業とともに山あいの小さな小学校の教員となるため、退職している。
店長（みせなが）
“SEVENTH SEA”の主任、兼「用心棒」。60歳。初老の紳士である。外見や名前のせいで、一見、店長（てんちょう）に見えるが、あくまでも店長はななみである。
線目で、小さな丸眼鏡をかけている。ふだんは穏和で、いつも微笑を絶やさない。立派な口ひげを生やしている。
実は、ななみの実家の使用人で、ななみのお目付役。
若い頃はボクサーで、リングネームは「マングースみせなが」だった。
ボクサーの頃、中華料理店に住み込みでアルバイトをしていた。そのため「中華風減量食」が得意。
ご近所を一周するジョギングが毎朝の日課。
一度、主任からの引退（主任とななみのお目付役は紅葉に引き継ぎ）を宣言したが、大旦那（ななみのおじいちゃん）に「ななみが嫁に行くまでは」と慰留され「大旦那様の願いとあらば白い灰になるまで」と、引退を先延ばしした。
のりさん
本名「長沢 則正」（読み仮名は不明）。“SEVENTH SEA”の常連客。いつもサングラスをかけている青年。素顔は、意外とイケメンである。名前は第6巻で判明。
本業は動物系のフリーカメラマン。小動物が大好き。野外での撮影が多く、アウトドアのノウハウやツール類もしっかり持っている。但し液晶ファインダーのデジタルカメラは専門外。
新装開店日、玉詰まりで対応したななみと出会ったのが初登場。
スモーカーである。また、猫は好きなのだが、重度の猫アレルギーなので近づけない。
ふだんかけているサングラスは度入り。
最近はパチンコよりも、店内の軽食コーナーの常連と化していて、マリィが多忙で手が回らないときは手伝うため、隠しタイムカードがあるほど。
料理の才能もあり、よく軽食コーナーの手伝いをさせられている。その姿はとてもなじんでいて、まったく違和感がない。本業の撮影で長く来店がないと、手伝いがないために軽食コーナー担当のマリィが過労状態になったりする。
既に客からも店員と思われている節があり、強制的に働かされたり、手伝ったら閉店間際まで忘れられて打てずに終わったこともある。
愛車はオープンタイプの4WDジープ(40年物の御爺ちゃん車)。仕事の撮影もこれで出かけることが多い。冬場や雨天時は幌をかける。また、冬場の暖房は火鉢。ななみには「社用車2号」と呼ばれている。
めったに打たないが、打つとなると「おすわり一発、大当たり」が多い。カメラマンとしての収入より、パチンコの勝ちでの収入の方が多いと言われている。2006年の記録は、1日で60回当たりを出し、42店長単位だった（釘師の紅葉と引き分けというハイレベルな記録）。
眠った状態でも打つことができ、その場合「開眼」状態となって、まったくの手加減なし状態となる（ただし、台から離して寝袋を置いておくと勝手に眠る）。
SEVENTH SEAの大改装前、軽食コーナー右端の椅子がお気に入りだった。改装に際してそれが汲まれ、カウンターの「内側」にその椅子が残された。常連客から正式なスタッフにしようというななみのもくろみは、順調に進んでいるようである。尾田さん程ではないがマリィファンの常連客達に目を付けられてはいるが、一度も襲撃されたことはない。
メンバーカードの貯玉は、約5万発（25店長単位）で、減ることがなく順調に貯まっている。
実は、作者にそっくりらしい。
尾田さん（おだ -）
本名「尾田 信幸｣（読み仮名は不明）。“SEVENTH SEA”の常連客。眼鏡をかけた、太った大学生。マリィと同じ芳文大学の2回生だが6年目であった。最終話にてついに放校決定。
新装開店日、のりさんの打っていた台の玉詰まりトラブル解消作業中、同じ島の裏側で打っていた台のトレイに、ななみの手（鈴つき）が突然にゅっと出てきてびっくり仰天、が初登場。
ななみが大好き。ちょっとロリコンの気がある。
その名と雰囲気の通り (?) 、オタクである。コミケ通いは欠かせない（夏コミの場合、店員たちには「海に行く」と言っている）。
大学入学当初は、スマートだった。
よくパチンコで持ち金をすってしまい、軽食コーナーのパンの耳をもらって帰ったり、のりさんにおごってもらったりしている。
イラストの心得があり、SEVENTH SEAのマナーポスターを描いたこともある。
またバレンタインイベントでプレゼント用チョコフィギュアの原型を作った。
店の慰安旅行では、自らななみの運転する車の助手席に乗るほどの勇者となる。
いろいろな勘違いで、しばしばマリィファンの常連客にいわれなき制裁を食らっている。
作者の古い漫画家仲間に、そっくりな人がいるらしい。
武田 信吾（たけだ しんご）
ななみたちが海水浴に行った時、正義のヒーローもの「宇宙巡査チューザイン」の撮影をやっていたが、そのチューザインのスーツアクター。SEVENTH SEAの近所に住んでいる。
その後、商店街の祭でチューザイン・ショーに出演。アドリブで飛び込み出演した紅葉に気に入られたらしい。本人もまんざらではないようで、SEVENTH SEAの常連となっている。数少ない (?) 紅葉ファンである。
SEVENTH SEAの忘年会に抽選で当たり客代表として参加。チューザインのオープニングを披露した。
しかし、常連客として紅葉には知ってもらえているが、チューザインの中身の人と同一ということがわかってもらえていない。
登場から長らく本名が出ず、通称「正義の味方の人」と言われていた。
間 仁（はざま ひとし）
もと相撲取り。ケガで部屋をやめ、直後にSEVENTH SEAのアルバイトになり、大きな身体と力で役に立っていたが、17歳だったのがわかり、辞めてもらわざるを得なかった（風営法に抵触するため）。
相撲取りらしく、温和で寡黙。文字通りの「気は優しくて力持ち」である。
SEVENTH SEAの後は、北口商店街の組合会長の魚屋「魚辰」で雇ってもらい、今もそこでアルバイト中。魚辰の店主には好評で、息子よりも頼りになると言われている。力仕事など気合の入った作業をするときは背景に「間仁Go!」の書き文字が現れる
木下（きのした）
駅北口側に新しくできたパチンコ店の店長。少し派手な感じの女性。態度はやや高飛車で、雰囲気は「女王様」。
しばしば、SEVENTH SEAに偵察にやって来る。一時は、つかさをスカウトしようとした（つかさの大学卒業による退職間近まで、つかさを女性と思っていた）。
たいてい、痩せて眼鏡をかけた店員と、太って髭の濃い店員がいっしょにいる。その雰囲気は、まるでタイムボカンシリーズの悪玉トリオである。
しかし、2006年3月頃の話で、店舗業務的には黒字であったが、店のオーナー（このオーナーもヤッターマンのドクロベェと思わせる感じがある）が先物取引で失敗し、運営会社が倒産。店舗、人材等はSEVENTH SEAグループに譲渡され（その店舗は系列8号店として改装）、その結果、店長から主任に降格の上、配下の店員と共にななみの店において、OJT研修として勤務した。
2006年10月頃の話で以前の店が8号店として再開し、再び店長として戻った。
店が系列店になった後はななみたちと同じ制服を着ているが、さすがにミニのフレアスカートは似合わないのか、タイトスカートをはいていた時期もある。
矢島 虎次郎
常連さんの一人で、南口商店街の組合会長。
辰巳 五郎
常連さんの一人で、北口商店街の組合会長。魚屋「魚辰」を経営している。
丸山 伝次郎
常連さんの一人。通称｢大工の伝さん｣。あかねデータベースによれば柴犬を飼っている、コーヒーはブラックで飲む。パチンコを打っていて大当たりが来ると、鼻の頭を掻く癖がある。
千鳥（ちどり）
ななみの長姉の娘（ななみの姪）。眼鏡をかけたキャリアウーマン風。
系列パチンコ店の3号店の主任。
ななみより、少し年上らしい。つまり、ななみは生まれた時から「叔母さん」だった。
ななみを「おばさん」と呼ぶが、ななみはこれを非常に嫌がっている。
四葉（よつば）
ななみの4番目の姉。桃香の実母。温泉旅館の女将。
ななみを「なな」と呼ぶ。
温泉旅館は、SEVENTH SEAが商店街の福引きの賞品として出した温泉旅行の宿泊先。ゲームコーナーには、紅葉が大喜びするレトロなパチンコ台が何種類もある。また、部屋によっては座敷童子がいる。
桃香（ももか）
ななみの姪。11歳の小学生。四葉の娘。
髪の色を除き、外見はななみにそっくり。しかし、年不相応に落ち着いている。「～だよ」という口癖がある。
夏風邪をひいたななみに代わり、SEVENTH SEAで働いたことがある。当日は、店長主任は気づいたが、それ以外は怪しんだものの、はっきりとは気づかなかった。
ななみを「なな姉様」と呼ぶ。
壺根（つぼね）
ななみの実家のメイド長。初老で落ち着いた女性だが、礼儀作法には厳しい。また、制服に誇りを持っている。
系列のホテルの女性従業員は、研修中はこの方の下でみっちり鍛えられる。もちろん、紅葉も厳しく教えられた。
SEVENTH SEAで、誤って制服をすべてクリーニングに出してしまい着るものがなかった時、メイド服を貸してくれた時に登場。
寝子（ねこ）
ななみの飼い猫。のりさんが命名したのだが、そのまんまな命名である。雌。全身真っ黒。
公園で水たまりに落ちていたのを、ななみが拾った。
なかなか器用で、窓のクレセント錠を開閉することができる。
近所の猫たちの間でも人気が高い。
尾田さんのドル箱の中や、頭の上にフンをしたことがある。
お気に入りの場所は、マリィの胸の谷間。

## 主な舞台
SEVENTH SEA（セブンス・シー）
パチンコ店。ななみが店長を務める。オーナーは、ななみの次姉。
SEVENTH SEAの7号店なのか、系列の店の7番目で SEVENTH SEA なのかは不明。
駅の南側にあり、南口商店街組合に加盟している。21階建のビル（3階から上はマンション）の1階と2階（店内の中央階段でつながっている）。
景品コーナーには「店長のおすすめ」ならぬ「店長へおすすめ」がある。ななみが好きなぬいぐるみや食玩、動物キャラグッズなどが並べられていて、ななみファンの常連客が引き換えて、ななみにプレゼントしている。このコーナーは、以前はクリスマスなど年数回のイベント時だけだったが、最近は半常設と化している。
軽食コーナーでは、サンドイッチ・ホットドッグ・トースト・パンケーキが食べられる。また、店内でプレイ中であれば、台までの出前もOK。支払いは現金または出玉。
一時、商店街の祭で使ったたこ焼きの屋台が店内にあったことがある。
ドル箱1つ分の出玉を「店長単位」と呼ぶ。
従業員の慰労を兼ねて、常連客も交えて季節のイベントを行う。花見、海水浴、スキー旅行など。
クリスマスには店内に大きなツリーが飾られるが、そこには巨大な「店長向けプレゼント用」の靴下が取り付けられる（しかも満杯になる）。
クリスマスツリー用のモミの木は、ななみと共に生長した。かなり大きくなってしまい、今は軽食コーナー横に常設となっている。
店内には暖炉があり、煙突もついていて実際に火を焚いて使えるが、ふだんは防犯のため煙突をふさいでいる。
竹林医院（たけばやしいいん）
のりさんオススメの個人病院。
建物はもと消防署で、火の見やぐらも残っている。
ななみが虫垂炎で入院し、手術を受けた。院長の竹林先生は、虫垂炎に関しては名医。
神社
マリィの実家。都心から車で1時間半の山あいにある。山桜の名所。
普段は地元の人がお参りにくるぐらいで閑散としているが、2007年の正月は二年参りの人々に加え、マリィとゆっくり話したいという親衛隊が押し寄せ、たいへん混雑した。
店以外は1回限りの舞台となることの多い本作の中で、珍しく5回（回想シーン・TV中継シーン含む）も登場している。

## 書誌情報
- みやさかたかし『ななみまっしぐら』芳文社〈まんがタイムコミックス〉、全6巻
  1. 2003年10月18日発行、ISBN 4-8322-6308-0
  2. 2004年5月20日発行、ISBN 4-8322-6337-4
  3. 2005年3月18日発行、ISBN 4-8322-6383-8
  4. 2006年2月18日発行、ISBN 4-8322-6443-5
  5. 2007年1月24日発行（1月9日発売）、ISBN 978-4-8322-6514-1
  6. 2008年4月22日発行（4月7日発売）、ISBN 978-4-8322-6625-4